# Miguel Concepción
Miguel Concepción Cáceres (La Palma, 30 de diciembre de 1953) fue presidente del C. D. Tenerife, desde el 15 de febrero de 2006 cuando sustituyó en el cargo a Víctor Pérez Ascanio hasta el 14 de diciembre de 2022. El empresario reside en Tenerife y es propietario de Traysesa, Canal 4 Tenerife y Canal 11 La Palma.

## Carrera como empresario
Miguel Concepción se mudó a Tenerife en 1983 para fundar Transformaciones y Servicios (Traysesa). En 2006 acude a una comida organizada por Paulino Rivero para promover la viabilidad del Club Deportivo Tenerife. Miguel Concepción asume el reto que brindó Rivero, a quien conoció cuando fue consejero del Cabildo insular. En 2007 a través del Grupo SOAC, compró Islas Airways, que llegó a tener el 20 % de la cuota regional, con 160 empleados y ocho aviones.

## Presidencia
Miguel Concepción triunfa en la obra pública (como la adjudicación de 61 millones para una carretera en La Palma) y se convierte en el primer accionista del C. D. Tenerife. La dimisión de Víctor Pérez Ascanio lo convierte (en 2007) en presidente del equipo y, todavía hoy, ostenta la mayoría con otro inversor foráneo de éxito en Tenerife, el gomero Pedro Suárez, también promotor.

## Filmografía
- Miguel Concepción, 12 años al frente del CD Tenerife